# Шалай, Виктор Владимирович
Ви́ктор Влади́мирович Шала́й (род. 14 июля 1950, Бодайбинский район, Иркутская область) — советский и российский инженер-энергетик, ректор ОмГТУ (2007—2015), доктор технических наук, профессор, изобретатель СССР, «Почётный работник высшего профессионального образования Российской Федерации», «Заслуженный работник высшей школы Российской Федерации».

## Биография
После окончания средней школы поступил в ОмПИ на специальность «Механическое оборудование автоматических установок». В 1973 году с отличием окончил Омский политехнический институт и был оставлен на работу в НИС кафедры «Автоматические установки».
В 1975 году поступил в очную аспирантуру Московского высшего технического училища им. Н. Э. Баумана, которую окончил в 1978 году, а с января 1979 года приступил к работе в должности ассистента кафедры «Автоматические установки» Омского политехнического института. В 1980 году защитил кандидатскую диссертацию в ученом совете МВТУ им. Н. Э. Баумана по теме «Исследование теплообмена и температурных режимов специальных агрегатов».
В 2000 году защитил докторскую диссертацию на тему «Теоретические основы и методология процессов термического обезвреживания остатков топлива в отделившихся частях ракет». Область научных интересов — прикладная теплофизика.
С января 1979 года работал в Омском политехническом институте в должности ассистента, старшего преподавателя, доцента, профессора, зав. кафедрой, декана. С 2004 по 2007 год — первый проректор Омского государственного технического университета. В. В. Шалай подготовил одного доктора и пять кандидатов технических наук. Организовал в университете направление подготовки специалистов по нефтегазовому делу.
29 мая 2007 года Виктор Владимирович приступил к обязанностям ректора ОмГТУ.
Виктор Владимирович — соавтор более 260 работ, из них: печатные научные работы − 154, изобретения — 39, на которые были выданы авторские свидетельства СССР (22 шт.) и патенты РФ (17 шт.), печатные учебно-методические работы — 26, отчеты по НИР — 35.